# Яново (гміна Хоцень)
Яново (пол. Janowo, нім. Hansfeld) — село в Польщі, у гміні Хоцень Влоцлавського повіту Куявсько-Поморського воєводства.
Населення — 185 осіб (2011).
У 1975-1998 роках село належало до Влоцлавського воєводства.

## Демографія
Демографічна структура станом на 31 березня 2011 року:
|          | Загалом | Допрацездатний вік | Працездатний вік | Постпрацездатний вік |
| -------- | ------- | ------------------ | ---------------- | -------------------- |
| Чоловіки | 96      | 23                 | 62               | 11                   |
| Жінки    | 89      | 19                 | 49               | 21                   |
| Разом    | 185     | 42                 | 111              | 32                   |